# インダストリア・デ・ターボ・プロパルゾレス
インドゥストリア・デ・トゥルボ・プロプルソーレス S.A.（Industria de Turbo Propulsores S.A.）は 、ITPグループの中核企業で、ガスタービンエンジンの開発、研究、生産、試験を行うスペインの企業。
スペインのセネル・アエロナウティカ (53.125%) と イギリスのロールス・ロイス (46.875%)の合弁企業で、生産中のエンジンの整備やリースされた航空機のエンジンの整備も行う。
400機以上のエンジンを毎年修理する能力がある。

## 出資比率および共同事業
ITPはユーロジェットのスペイン側のパートナーである。ユーロファイター タイフーンのユーロジェット EJ200を生産する。
ユーロプロップ・インターナショナル社に20.5%出資する。
リスク分担パートナーとしてロールス・ロイス トレント 1000 の生産に参加している。
ITPはMTR390エンジンの開発、生産パートナーである。